# Algérie aux Jeux olympiques d'été de 1964
L'équipe olympique d'Algérie participe pour la première fois  aux Jeux olympiques d'été de 1964 à Tokyo  Japon. Elle n'y remporte aucune médaille. Le gymnaste Mohamed Lazhari est le seul sportif de la délégation algérienne , dont il est le porte-drapeau.

## Sportif engagé
- Gymnastique : - (01)
- Mohamed Lazhari

## Résultats
Mohamed Lazhari termine à la  91e place  du concours général individuel  avec un total de ; 106,95 pts , en Gymnastique aux Jeux olympiques d'été de 1964 .